# Sade Adu
Helen Folasade Adu (Ibadan, Nigerija, 16. siječnja 1959.), poznatija kao Sade, britanska je kantautorica, skladateljica i glazbena producentica. Uspjeh je postigla 1980-ih kao liderica i glavni vokal engleske grupe Sade.

## Biografija
Rođena je u Ibadanu, država Oyo, u Nigeriji. Njeno srednje ime, Folasade, znači čast stiječe tvoju krunu. Njeni roditelji, Bisi Adu, nigerijski predavač ekonomije, porijeklom Joruba, i Anne Hayes, engleska okružna bolničarka, upoznali su se u Londonu, vjenčali 1955. i preselili u Nigeriju. Kasnije, nakon bračnih problema, Anne Hayes vratila se u Englesku zajedno s četverogodišnjom Sade i njenim starijim bratom Banjijem da žive s njenim roditeljima. U dobi od 11 godina, zajedno s majkom seli se u Holland-on-Sea, i nakon dovršenja škole, s 18 godina seli se u London radi studija na Central Saint Martins College of Art and Design.
U koledžu pridružuje se soul grupi Pride kao prateći vokal. Njena solo izvedba pjesme Smooth Operator privukla je pažnju glazbenih kompanija te 1983. potpisuje samostalni ugovor s Epic Records, povevši sa sobom tri člana grupe, Stuarta Matthewmana, Andrewa Halea i Paula Denmana. Sade i njen sastav objavili su 1984. prvi iz niza uspješnih albuma, debitantski  Diamond Life, i naknadno prodali preko 50 milijuna albuma. Smatra se najuspješnijom glazbenom umjetnicom u britanskoj povijesti.
2002., sudjelovala je na kompilaciji (i kao koproducentica) Red Hot and Riot, Red Hot Organization-a, objavljenoj u počast nigerijskog glazbenika Fela Kuti, snimivši remix svog hit singla "By Your Side."

## Osobni život
Trenutačno živi u Stroudu u Velikoj Britaniji zajedno sa svojim partnerom Ianom, sinom Jackom i kćeri Ilom. Svoj osobni život održava privatnim.
1989. udala se za španjolskog filmskog redatelja Carlosa Pliega, od koga se razvela 1995. Kćer Ilu Adu, rodila je 1996. nakon veze s jamajkanskim glazbenikom. 2002. dodijeljeno joj je britansko odlikovanje Order of the British Empire Prije objave albuma Soldier of Love 2010., Daily Mail je Sade opisao kao "slavno povučenu" ("famously reclusive").

## Diskografija

### Sade
| Studijski albumi - 1984. Diamond Life - 1985. Promise - 1988. Stronger Than Pride - 1992. Love Deluxe - 2000. Lovers Rock - 2010. Soldier of Love | Ostali albumi - 1992. Remix Deluxe - 1994. The Best of Sade - 2002. Lovers Live |

### Suradnje
- Absolute Beginners OST (Virgin, 1986.)

## Vanjske poveznice
- Službena stranica www.sade.com
- Diskografija - musicbrainz.org
- allmusic.com